# Цуцкани (Васлуј)
Цуцкани (рум. Țuțcani) насеље је у Румунији у округу Васлуј у општини Малуштени. Oпштина се налази на надморској висини од 200 m.

## Становништво
Према подацима из 2002. године у насељу је живело 686 становника, од којих су сви румунске националности.